# Анкаста
Анкаста — кельтская богиня, которой поклонялись в Римской Империи. Известна благодаря единственной дарственной надписи на камне, найденном в Соединённом Королевстве в римском поселении Клаузентум (Биттерн, недалеко от Саутгемптона). Считают, что она могла быть связана с богиней Андраста.
Вотивное посвящение Анкасте гласит:
DEAE ANCASTAE GEMINVS MANI VSLM

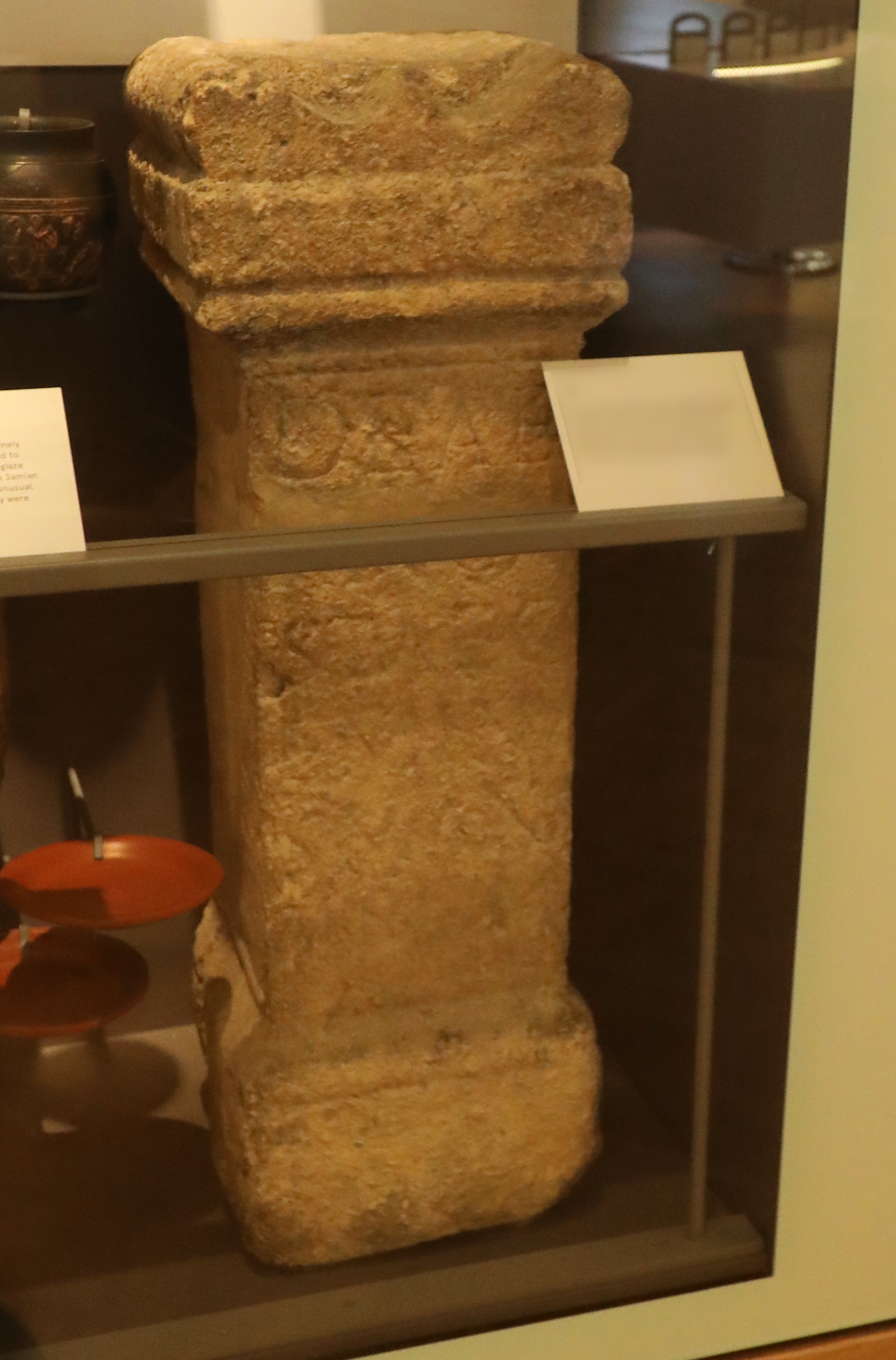
Алтарь Анкасты

«Богине Анкасте, Близнец Мани [лиус] охотно и заслуженно исполняет свой обет».
Есть несколько вариантов происхождения имени Анкаста. Возможно, имя связано с протокельтским — «kasto», что означает «быстрый».
Приставка — «an» у кельтов часто встречалась в названиях мест, которые означали воду или водные пути. То есть дословный перевод имени может звучать как «быстрая река». Поэтому Анкаста могла быть богиней близлежащей реки Ичен.
Надпись сейчас находится в музее SeaCity.